# Campeonato colombiano 1968
El Campeonato colombiano 1968 fue el vigésimo primer (21.er.) torneo de la Categoría Primera A de fútbol profesional colombiano en la historia.
El campeón de esta edición fue el Unión Magdalena, que obtuvo su primera y única estrella hasta el momento. El subcampeón fue Deportivo Cali.
Este torneo otorgaría el primer título a un equipo proveniente de la costa atlántica, luego de 20 años de la primera edición del torneo.

## Desarrollo
En esta temporada participaron 14 equipos, los mismos de la temporada anterior. Se jugaron dos torneos, (Apertura y Finalización ida y vuelta). Se jugaron 368 partidos entre los 14 clubes inscritos y se anotaron 1121 goles siendo el Junior el que más anotó con 114 conquistas y el que más recibió fue el Deportes Quindío con 120 goles en contra.
El Unión Magdalena fue el primero en el Torneo Apertura mientras que el Deportivo Cali fue el ganador del finalización. Ellos definirían en la final el ganador definitivo del campeonato. En caso tal de que un equipo hubiese ganado ambos torneos se habría proclamado campeón sin la necesidad de una final.
El campeón fue Unión Magdalena, que obtuvo su primer y único título en la Primera A hasta el momento. El subcampeón fue Deportivo Cali. El goleador fue José María Ferrero (por segunda vez consecutiva) de Millonarios con 33 goles.

## Datos de los clubes
| Equipo                 | Departamento       | Ciudad       |
| ---------------------- | ------------------ | ------------ |
| América de Cali        | Valle del Cauca    | Cali         |
| Atlético Bucaramanga   | Santander          | Bucaramanga  |
| Atlético Nacional      | Antioquia          | Medellín     |
| Cúcuta Deportivo       | Norte de Santander | Cúcuta       |
| Deportivo Cali         | Valle del Cauca    | Cali         |
| Deportes Quindío       | Quindío            | Armenia      |
| Deportes Tolima        | Tolima             | Ibagué       |
| Deportivo Pereira      | Risaralda          | Pereira      |
| Independiente Medellín | Antioquia          | Medellín     |
| Atlético Junior        | Atlántico          | Barranquilla |
| Millonarios            | Bogotá, D. C.      | Bogotá       |
| Once Caldas            | Caldas             | Manizales    |
| Independiente Santa Fe | Bogotá, D. C.      | Bogotá       |
| Unión Magdalena        | Magdalena          | Santa Marta  |

## Torneo Apertura
| Pos. | Equipo                 | Pts. | PJ | G  | E  | P  | GF | GC | Dif. | Clasificación              |
| ---- | ---------------------- | ---- | -- | -- | -- | -- | -- | -- | ---- | -------------------------- |
| 1    | Unión Magdalena        | 38   | 26 | 15 | 8  | 3  | 52 | 30 | +22  | Final y Copa Libertadores. |
| 2    | Deportivo Cali         | 36   | 26 | 14 | 8  | 4  | 55 | 34 | +21  |                            |
| 3    | Millonarios            | 35   | 26 | 14 | 7  | 5  | 56 | 31 | +25  |                            |
| 4    | Junior                 | 35   | 26 | 14 | 7  | 5  | 54 | 31 | +23  |                            |
| 5    | Santa Fe               | 32   | 26 | 13 | 6  | 7  | 57 | 42 | +15  |                            |
| 6    | América de Cali        | 31   | 26 | 11 | 9  | 6  | 43 | 28 | +15  |                            |
| 7    | Independiente Medellín | 28   | 26 | 8  | 12 | 6  | 26 | 27 | −1   |                            |
| 8    | Deportivo Pereira      | 25   | 26 | 8  | 9  | 9  | 37 | 38 | −1   |                            |
| 9    | Once Caldas            | 23   | 26 | 8  | 7  | 11 | 37 | 43 | −6   |                            |
| 10   | Atlético Bucaramanga   | 21   | 26 | 9  | 3  | 14 | 36 | 37 | −1   |                            |
| 11   | Deportes Quindío       | 18   | 26 | 5  | 8  | 13 | 34 | 59 | −25  |                            |
| 12   | Atlético Nacional      | 16   | 26 | 5  | 6  | 15 | 24 | 47 | −23  |                            |
| 13   | Cúcuta Deportivo       | 14   | 26 | 2  | 10 | 14 | 26 | 54 | −28  |                            |
| 14   | Deportes Tolima        | 12   | 26 | 4  | 4  | 18 | 26 | 62 | −36  |                            |

 Fuente: Rsssf

### Resultados
| Apertura 1968          | AME | BUC | CAL | CUC | JUN | MAG | MED | MIL | NAL | ONC | PER | QUI | SFE | TOL |
| América de Cali        |     | 1:0 | 1:4 | 5:0 | 3:3 | 3:1 | 2:1 | 1:2 | 1:0 | 1:1 | 2:2 | 5:1 | 3:1 | 2:0 |
| Atlético Bucaramanga   | 0:0 |     | 4:1 | 2:0 | 0:1 | 1:2 | 1:2 | 2:0 | 1:1 | 3:0 | 3:3 | 3:1 | 2:3 | 1:0 |
| Deportivo Cali         | 2:1 | 1:0 |     | 4:0 | 3:2 | 3:3 | 0:0 | 1:1 | 5:1 | 4:1 | 4:0 | 3:1 | 1:0 | 5:0 |
| Cúcuta Deportivo       | 1:1 | 2:3 | 0:0 |     | 0:0 | 2:2 | 0:0 | 2:1 | 0:0 | 1:1 | 0:1 | 2:1 | 0:2 | 3:3 |
| Atlético Junior        | 1:0 | 2:1 | 0:0 | 5:1 |     | 2:1 | 2:0 | 0:1 | 3:0 | 5:3 | 2:1 | 5:0 | 2:1 | 5:1 |
| Unión Magdalena        | 1:0 | 2:1 | 1:1 | 2:1 | 3:1 |     | 1:0 | 1:0 | 4:0 | 2:0 | 1:1 | 3:0 | 1:1 | 3:0 |
| Independiente Medellín | 2:2 | 1:0 | 0:1 | 2:0 | 2:2 | 1:1 |     | 0:0 | 1:0 | 1:0 | 3:3 | 1:1 | 0:0 | 2:1 |
| Millonarios            | 0:2 | 4:3 | 4:0 | 3:2 | 3:2 | 2:2 | 5:1 |     | 3:0 | 5:1 | 1:0 | 3:1 | 5:1 | 6:1 |
| Atlético Nacional      | 0:0 | 0:2 | 0:1 | 2:1 | 4:1 | 2:4 | 0:0 | 1:1 |     | 0:0 | 1:0 | 2:4 | 1:2 | 3:0 |
| Once Caldas            | 0:0 | 2:1 | 2:1 | 2:0 | 0:0 | 1:2 | 1:2 | 3:0 | 3:0 |     | 4:2 | 2:2 | 1:2 | 3:1 |
| Deportivo Pereira      | 0:2 | 2:1 | 1:1 | 1:1 | 1:1 | 3:1 | 1:1 | 1:1 | 1:0 | 4:2 |     | 3:0 | 1:2 | 1:0 |
| Deportes Quindío       | 1:1 | 1:0 | 4:4 | 4:2 | 0:1 | 2:2 | 0:1 | 0:2 | 2:3 | 1:1 | 2:1 |     | 2:2 | 0:0 |
| Independiente Santa Fe | 1:3 | 5:0 | 6:3 | 5:3 | 2:2 | 1:3 | 1:1 | 1:1 | 3:2 | 2:3 | 1:0 | 7:0 |     | 3:2 |
| Deportes Tolima        | 3:1 | 0:1 | 1:2 | 2:2 | 0:4 | 1:3 | 2:1 | 2:2 | 4:1 | 1:0 | 1:3 | 0:3 | 0:2 |     |

## Torneo Finalización
| Pos. | Equipo                 | Pts. | PJ | G  | E  | P  | GF | GC | Dif. | Clasificación              |
| ---- | ---------------------- | ---- | -- | -- | -- | -- | -- | -- | ---- | -------------------------- |
| 1    | Deportivo Cali         | 38   | 26 | 14 | 10 | 2  | 50 | 27 | +23  | Final y Copa Libertadores. |
| 2    | América de Cali        | 36   | 26 | 15 | 6  | 5  | 46 | 26 | +20  |                            |
| 3    | Junior                 | 35   | 26 | 16 | 3  | 7  | 55 | 37 | +18  |                            |
| 4    | Millonarios            | 32   | 26 | 12 | 8  | 6  | 46 | 32 | +14  |                            |
| 5    | Once Caldas            | 29   | 26 | 11 | 7  | 8  | 47 | 42 | +5   |                            |
| 6    | Atlético Bucaramanga   | 29   | 26 | 12 | 5  | 9  | 38 | 36 | +2   |                            |
| 7    | Santa Fe               | 26   | 26 | 10 | 6  | 10 | 45 | 47 | −2   |                            |
| 8    | Independiente Medellín | 25   | 26 | 9  | 7  | 10 | 32 | 36 | −4   |                            |
| 9    | Atlético Nacional      | 24   | 26 | 9  | 6  | 11 | 34 | 29 | +5   |                            |
| 10   | Unión Magdalena        | 23   | 26 | 9  | 5  | 12 | 34 | 45 | −11  |                            |
| 11   | Cúcuta Deportivo       | 22   | 26 | 6  | 10 | 10 | 27 | 29 | −2   |                            |
| 12   | Deportes Tolima        | 17   | 26 | 5  | 7  | 14 | 25 | 44 | −19  |                            |
| 13   | Deportivo Pereira      | 16   | 26 | 3  | 10 | 13 | 38 | 51 | −13  |                            |
| 14   | Deportes Quindío       | 12   | 26 | 5  | 2  | 19 | 25 | 61 | −36  |                            |

 Fuente: Rsssf

### Resultados
| Finalización 1968      | AME | BUC | CAL | CUC | JUN | MAG | MED | MIL | NAL | ONC | PER | QUI | SFE | TOL |
| América de Cali        |     | 0:0 | 1:2 | 1:0 | 1:1 | 2:1 | 3:1 | 2:1 | 1:0 | 2:1 | 2:1 | 3:1 | 4:1 | 4:1 |
| Atlético Bucaramanga   | 2:1 |     | 4:3 | 1:1 | 0:1 | 2:1 | 2:1 | 4:1 | 2:0 | 0:2 | 3:2 | 2:0 | 1:1 | 2:1 |
| Deportivo Cali         | 2:1 | 1:0 |     | 0:0 | 2:2 | 2:0 | 2:0 | 1:0 | 2:0 | 1:1 | 2:2 | 4:1 | 3:1 | 2:2 |
| Cúcuta Deportivo       | 1:0 | 4:0 | 1:1 |     | 1:2 | 3:2 | 2:2 | 1:1 | 0:1 | 3:1 | 0:0 | 1:0 | 1:1 | 0:0 |
| Atlético Junior        | 2:4 | 2:1 | 2:1 | 3:2 |     | 3:2 | 2:0 | 3:0 | 1:0 | 4:1 | 5:2 | 2:0 | 2:3 | 3:2 |
| Unión Magdalena        | 0:0 | 1:1 | 0:2 | 1:0 | 2:3 |     | 2:4 | 1:1 | 2:1 | 3:1 | 4:1 | 1:0 | 2:0 | 1:1 |
| Independiente Medellín | 0:0 | 3:5 | 2:2 | 1:0 | 2:1 | 2:2 |     | 0:1 | 0:1 | 1:1 | 1:0 | 1:3 | 1:1 | 1:0 |
| Millonarios            | 2:0 | 0:0 | 1:1 | 3:2 | 2:1 | 2:0 | 0:1 |     | 2:0 | 3:3 | 4:0 | 6:1 | 3:0 | 3:1 |
| Atlético Nacional      | 0:1 | 4:1 | 1:1 | 1:1 | 0:0 | 3:0 | 1:2 | 1:2 |     | 1:1 | 0:0 | 3:0 | 3:1 | 3:2 |
| Once Caldas            | 0:2 | 1:0 | 1:2 | 3:1 | 4:2 | 2:0 | 2:1 | 1:1 | 2:1 |     | 1:0 | 4:1 | 1:1 | 3:1 |
| Deportivo Pereira      | 1:1 | 0:2 | 1:4 | 2:0 | 1:2 | 7:0 | 2:2 | 3:3 | 0:2 | 2:2 |     | 5:2 | 1:3 | 2:2 |
| Deportes Quindío       | 1:3 | 2:1 | 1:2 | 1:1 | 2:1 | 0:1 | 0:1 | 2:2 | 1:5 | 3:4 | 1:0 |     | 0:1 | 1:2 |
| Independiente Santa Fe | 3:6 | 3:0 | 2:2 | 0:1 | 1:5 | 1:3 | 1:0 | 1:2 | 4:2 | 4:3 | 1:1 | 5:0 |     | 3:0 |
| Deportes Tolima        | 1:1 | 0:2 | 0:3 | 1:0 | 1:0 | 1:2 | 0:2 | 2:0 | 0:0 | 2:1 | 2:2 | 0:1 | 0:2 |     |

## Tercer lugar
Los dos mejores ubicados no ganadores del Apertura o Finalización en la suma de los dos torneos disputaron la definición del tercer y cuarto lugar. 
| Fecha                                                             | Ciudad       | Equipo local | Resultado | Equipo visitante |
| ----------------------------------------------------------------- | ------------ | ------------ | --------- | ---------------- |
| 12 de diciembre                                                   | Bogotá       | Millonarios  | 2 - 1     | Junior           |
| 15 de diciembre                                                   | Barranquilla | Junior       | 4 - 4     | Millonarios      |
| Millonarios ganó la tercera posición, por marcador global de 6-5. |              |              |           |                  |

## Final
| Fecha                                               | Ciudad      | Equipo local    | Resultado | Equipo visitante |
| --------------------------------------------------- | ----------- | --------------- | --------- | ---------------- |
| 12 de diciembre                                     | Cali        | Deportivo Cali  | 0 - 1     | Unión Magdalena  |
| 15 de diciembre                                     | Santa Marta | Unión Magdalena | 2 - 2     | Deportivo Cali   |
| Unión Magdalena campeón por marcador global de 3-2. |             |                 |           |                  |

|                                     |
| Bandera de Colombia                 |
| Campeón Unión Magdalena 1.er título |

## Goleadores
| Jugador               | Equipo               | Goles |
| --------------------- | -------------------- | ----- |
| José María Ferrero    | Millonarios          | 32    |
| Alfonso Cañón         | Santa Fe             | 25    |
| Jorge Ramírez Gallego | Deportivo Cali       | 25    |
| Walter Sossa          | Atlético Bucaramanga | 24    |
| Benecio Ferreyra      | Deportivo Cali       | 23    |